# Luke's Lost Lamb
Luke's Lost Lamb è un cortometraggio muto  del 1916 prodotto e diretto da Hal Roach e interpretato da Harold Lloyd.

## Trama
Un giorno, in una spiaggia si insegue un bambino perso.

## Produzione
Il film fu prodotto dalla Rolin Films.

## Distribuzione
Distribuito dalla Pathé Exchange, uscì nelle sale cinematografiche il 7 agosto 1916.